# Ischemia cardiaca silente
L'ischemia cardiaca silente è una condizione clinica caratterizzata da episodi di ischemia a carico del miocardio elettrocardiograficamente documentata in assenza di sintomatologia dolorosa.
Gli episodi possono insorgere sotto sforzo, possono essere a soglia variabile, possono manifestarsi in pazienti con pregresso infarto del miocardio, in pazienti sopravvissuti ad arresto cardiaco, pazienti sottoposti a trapianto cardiaco e pazienti sottoposti a rivascolarizzazione.Sottoslivellamento ST

## Diagnosi
La diagnosi di ischemia silente si basa fondamentalmente su due esami: l'ECG secondo Holter che registra in 24-48 ore degli slivellamenti del tratto ST (forma "diurna" della malattia) e L'ECG ergometrico, che evidenza slivellamenti del tratto ST sotto sforzo (forma "da sforzo" della malattia).

## Prognosi
L'ischemia cardiaca silente è associata ad un aumento del rischio di eventi sfavorevoli, come l'infarto del miocardio.

## Terapia
La terapia mira a ridurre l'ischemia attraverso nitrati e calcio-antagonisti. È anche ipotizzabile un intervento di rivascolarizzazione.